# Municipio de San Juan Sacatepéquez
Municipio de San Juan Sacatepéquez är en kommun i Guatemala.   Den ligger i departementet Guatemala, i den centrala delen av landet, 17 km nordväst om huvudstaden Guatemala City.